# Víctor Uribe
Víctor Uribe (El Zulia, Norte de Santander, Colombia; 2 de febrero de 1988) es un futbolista colombiano. Juega de delantero y su equipo actual es el Ureña de la Primera División de Venezuela.

## Trayectoria
Inició su carrera en escuelas deportivas de Cúcuta como Club Inter, Quinta Oriental y posteriormente se unió a Paz y Futuro, equipo que fue campeón del torneo de la primera C en el 2009.
En el segundo semestre del 2015 fue fichado por el Ureña FC, equipo recién ascendido a la liga "movistar" de Venezuela.

## Clubes
| Club             | País      | Temporadas    |
| ---------------- | --------- | ------------- |
| Cúcuta Deportivo | Colombia  | 2012-2014     |
| Ureña            | Venezuela | 2015-presente |